# Hypsiboas sibleszi
La ranita guayanesa común (Hypsiboas sibleszi) es una especie de anfibios de la familia Hylidae.
Habita en Guayana, Venezuela y posiblemente en Brasil.
Sus hábitats naturales incluyen bosques tropicales o subtropicales secos y a baja altitud, montanos secos, ríos y marismas de agua dulce.